# San Isidro, La Concordia
San Isidro är en ort i Mexiko.   Den ligger i kommunen La Concordia och delstaten Chiapas, i den sydöstra delen av landet, 800 km sydost om huvudstaden Mexico City. San Isidro ligger 537 meter över havet och antalet invånare är 223.
Terrängen runt San Isidro är platt söderut, men norrut är den kuperad. Runt San Isidro är det ganska glesbefolkat, med 27 invånare per kvadratkilometer. Närmaste större samhälle är Nuevo Resplandor, 5,1 km öster om San Isidro. 